# USS Augusta (1799)
Pour les autres navires du même nom, voir USS Augusta.
L’USS Augusta est un brick acheté par l’US Navy le 30 juin 1799 à Norfolk, en Virginie et aménagé à Marcus Hook, Pennsylvanie, par le constructeur naval Joshua Humphreys. Elle est mise service dans la quasi-guerre avec la France quelque temps fin 1799 avec le lieutenant Archibald McElroy au commandement.

## Service
En décembre, elle prend la mer en compagnie d'un convoi en partance pour les Caraïbes et arrive dans les Antilles au début de 1800. Elle commence à patrouiller à la recherche de navires français qui y opèrent. Le 21 janvier 1800, le brick rencontre et capture la goélette La Mutine au large de Porto Rico. Plus tard ce printemps, elle croise la côte de ce qui est maintenant Haïti, luttant contre les Français conjointement avec les forces de Toussaint Louverture.
C'est en juin 1800 qu'elle est la plus active. Le 3 elle rencontre deux goélettes françaises, la Jeanne et la Victoire ; elle capture les deux navires pour les vendre aux enchères. Le 24, tandis qu'elle patrouille en compagnie de la frégate Boston, l’Augusta apporte son aide à celle-ci pour prendre le navire l'Espoir, qui est envoyé à Boston pour être adjugé par la cour de l'amirauté.
Durant cette guerre non déclarée contre la France, sa dernière capture a lieu le 28 juillet 1800 près du port des Cayes, à Haïti. Avec la coopération de la goélette Général Dessalines de Toussaint Louverture, l’Augusta envoie les équipages des navires dans la baie pour prendre deux bricks français, dont les noms ne sont pas connus. Après la réussite de cette expédition, les deux bricks sont saisis. Ensuite, les patrouilles dans eaux antillaises reprennent, à la recherche d'autres navires français, mais aucune occasion ne se présente. On ne connait pas la date de son retour aux États-Unis ; en revanche, on sait qu'elle se trouve en réparation dans le chantier naval de Gosport en Virginie à la mi-mars 1801. L’Augusta est vendue cette année-là, probablement entre le 1er avril et le 30 juin.